# Espírito Santo (Nisa)
Espírito Santo is een plaats (freguesia) in de Portugese gemeente Nisa en telt 2057 inwoners (2001).